# ریچارد جاکل
ریچارد جاکل (انگلیسی: Richard Jaeckel; ۱۰ اکتبر ۱۹۲۶ – ۱۴ ژوئن ۱۹۹۷) یک هنرپیشه اهل ایالات متحده آمریکا بود. وی بین سال‌های ۱۹۴۳ تا ۱۹۹۴ میلادی فعالیت می‌کرد.

## گزیده فیلمشناسی
از فیلم‌ها یا برنامه‌های تلویزیونی که وی در آن نقش داشته‌است می‌توان به آثار زیر اشاره کرد.
- میدان جنگ (فیلم ۱۹۴۹) (۱۹۴۹)
- شن‌های آیو جیما (۱۹۴۹)
- تفنگدار (فیلم ۱۹۵۰) (۱۹۴۹)
- پسرم جان (۱۹۵۲)
- برگرد، شبای کوچک (۱۹۵۲)
- حمله (۱۹۵۶) (۱۹۵۶)
- ۳:۱۰ به یوما (فیلم ۱۹۵۷) (۱۹۵۷)
- کابوی (فیلم ۱۹۵۸) (۱۹۵۸)
- ردیف متهمان (۱۹۵۸)
- وقتی جهنم شکست (۱۹۵۸)
- ساعات دلاوری (۱۹۶۰)
- شهر بی‌ترحم (۱۹۶۱)
- ۴ نفر برای تگزاس (۱۹۶۳)
- دوازده مرد خبیث (۱۹۶۷)
- توطئه سورابایا (۱۹۶۹)
- چیزام (۱۹۷۰)
- گاهی فکری بزرگ (فیلم) (۱۹۷۱)
- پت گرت و بیلی د کید (۱۹۷۳)
- پوشاک (فیلم ۱۹۷۳) (۱۹۷۳)
- دراونینگ پول (فیلم) (۱۹۷۵)
- خرس خاکستری (فیلم ۱۹۷۶) (۱۹۷۶)
- هربی به مکزیک می‌رود (۱۹۸۰)
- آدم‌فضایی (فیلم) (۱۹۸۴)
- طلوع ماه سیاه (۱۹۸۶)
- نیروی دلتا ۲: اتصال کلمبیا (۱۹۹۰)
- پادشاه کیک‌بوکسورها (۱۹۹۱)